# Daen Lao
La catena Daen Lao (in thailandese แดนลาว, trascrizione IPA: dɛ̄ːn lāːw; in birmano: Loi La) è una catena montuosa che fa parte dell'altopiano Shan nella Birmania orientale e della Thailandia del Nord. La maggior parte della catena è situata nello Stato Shan birmano e verso nord è vicina al confine cinese. Si sviluppa lungo l'asse nord-est sud-ovest e la sua parte meridionale fa da confine tra la Birmania e l'estremo nord-ovest della Thailandia. Come altre catene della parte sud dell'altopiano Shan, si è formata con strati di sedimenti alluvionali depositati su pietra dura.

## Geografia
Nella parte nord la catena separa la valle del Saluen da quella del Mekong e si estende nella zona sudorientale dell'altopiano Shan in Birmania. All'altezza del Triangolo d'oro, il Mekong piega verso sud-est e i monti Daen Lao continuano verso sud-ovest dominando per tutta la loro estensione la riva destra del Saluen. In questo tratto continuano a estendersi in Birmania mentre le loro propaggini sud-orientali rimangono lungo la frontiera con la Thailandia. Tra i fiumi che nascono nella catena vi sono il Mae Sai e il Ruak, che scorrono lungo il confine thai-birmano, e il fiume Kok, che entra in Thailandia e bagna Chiang Rai. Nella parte di sud-ovest i monti Daen Lao si estendono sia in Birmania che in Thailandia e terminano lungo il fiume Pai, un affluente del Saluen che attraversa la frontiera e in Birmania prende il nome Surin.

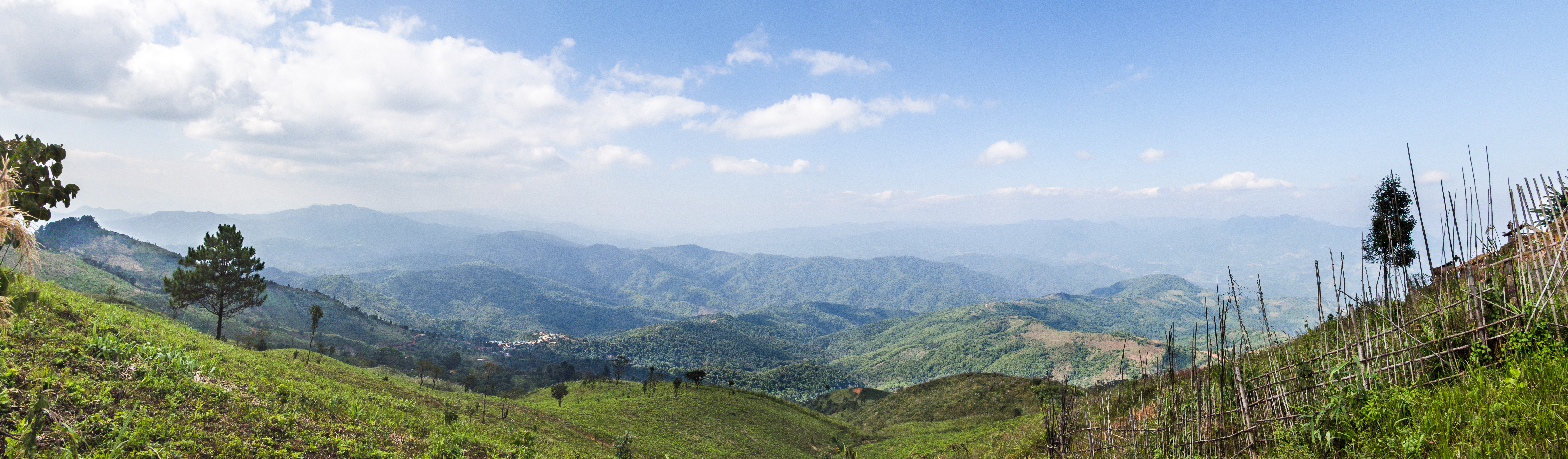
Monti Daen Lao visti dal distretto di Mae Sai

Il fiume Pai separa verso sud i Daen Lao dalle tre catene, parallele tra loro, dei monti Thanon Thong Chai, che si estendono verso sud e costituiscono il gruppo montuoso più imponente del nord della Thailandia. Alcuni geografi sostengono che le catene dei Thanon Thong Chai siano parte dei Daen Lao. Più a est anche la catena Khun Tan è collegata con i Daen Lao e si estende verso sud parallela ai monti Thanon Thong Chai, ma si differenzia da questi da un punto di vista morfologico e geologico.
I monti Daen Lao hanno altezze variabili tra i 400 e i 2 500 m, sul versante thailandese il picco più alto è il Doi Pha Hom Pok, situato nel distretto di Fang e inserito in un parco nazionale inaugurato nel 2000; con i suoi 2 285 m è la seconda vetta più alta del Paese dopo il Doi Inthanon. La vetta più alta della catena si trova in Birmania, il Loi Pangnao, nei pressi della frontiera cinese; ha un'altezza di 2 563 m e una prominenza di 1 596 m ed è una delle montagne più prominenti dell'intero Sud-est asiatico. La catena comprende territori dello Stato Shan in Birmania e delle province di Chiang Rai, Chiang Mai e Mae Hong Son in Thailandia.

## Aree protette

### Birmania
- Parco nazionale di Loimwe – nei pressi di Kengtung
- Riserva della vita selvatica Pasa – nei pressi di Tachileik

### Thailandia
- Parco nazionale Lam Nam Kok – nel distretto di Mueang Chiang Rai
- Santuario della vita selvatica di Chiang Dao – distretto di Chiang Dao
- Parco nazionale Doi Pha Hom Pok – distretti di Fang, Mae Ai e Chai Prakan
- Parco nazionale Huai Nam Dang – distretti di Pai, Mae Taeng e Wiang Haeng
- Parco nazionale Pha Daeng – distretto di Chiang Dao
- Parco nazionale Tham Pla–Namtok Pha Suea – distretti di Mueang Mae Hong Son e Pang Mapha

## Galleria d'immagini

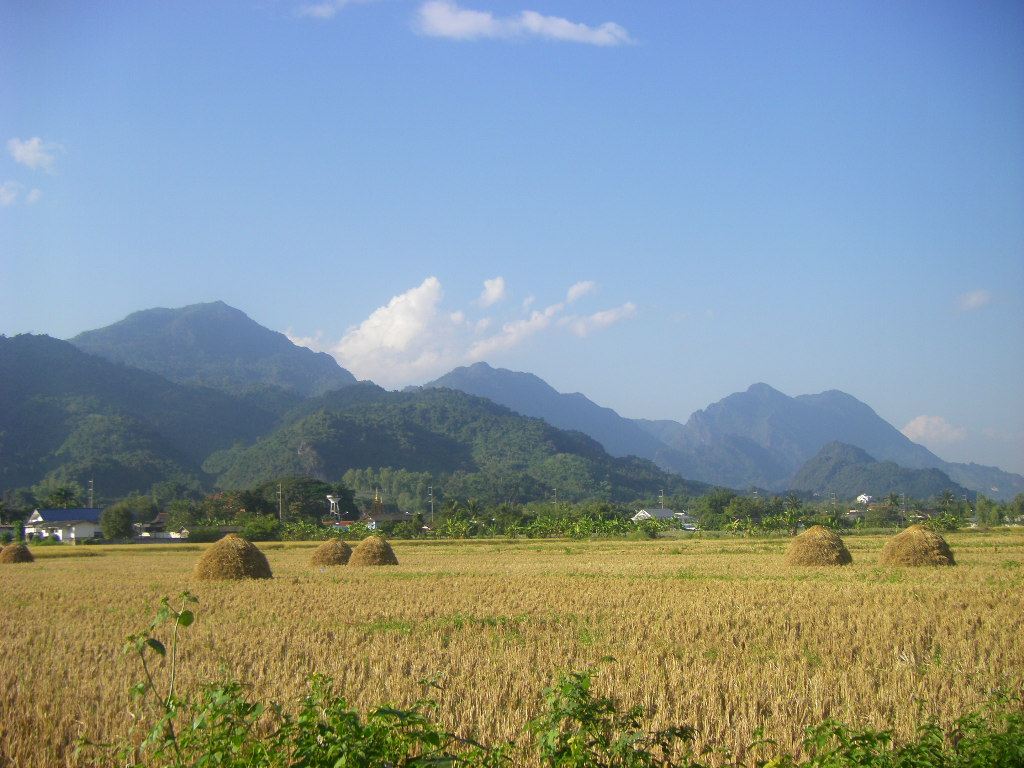
Doi Nang Non (montagna della donna sdraiata), in provincia di Chiang Rai
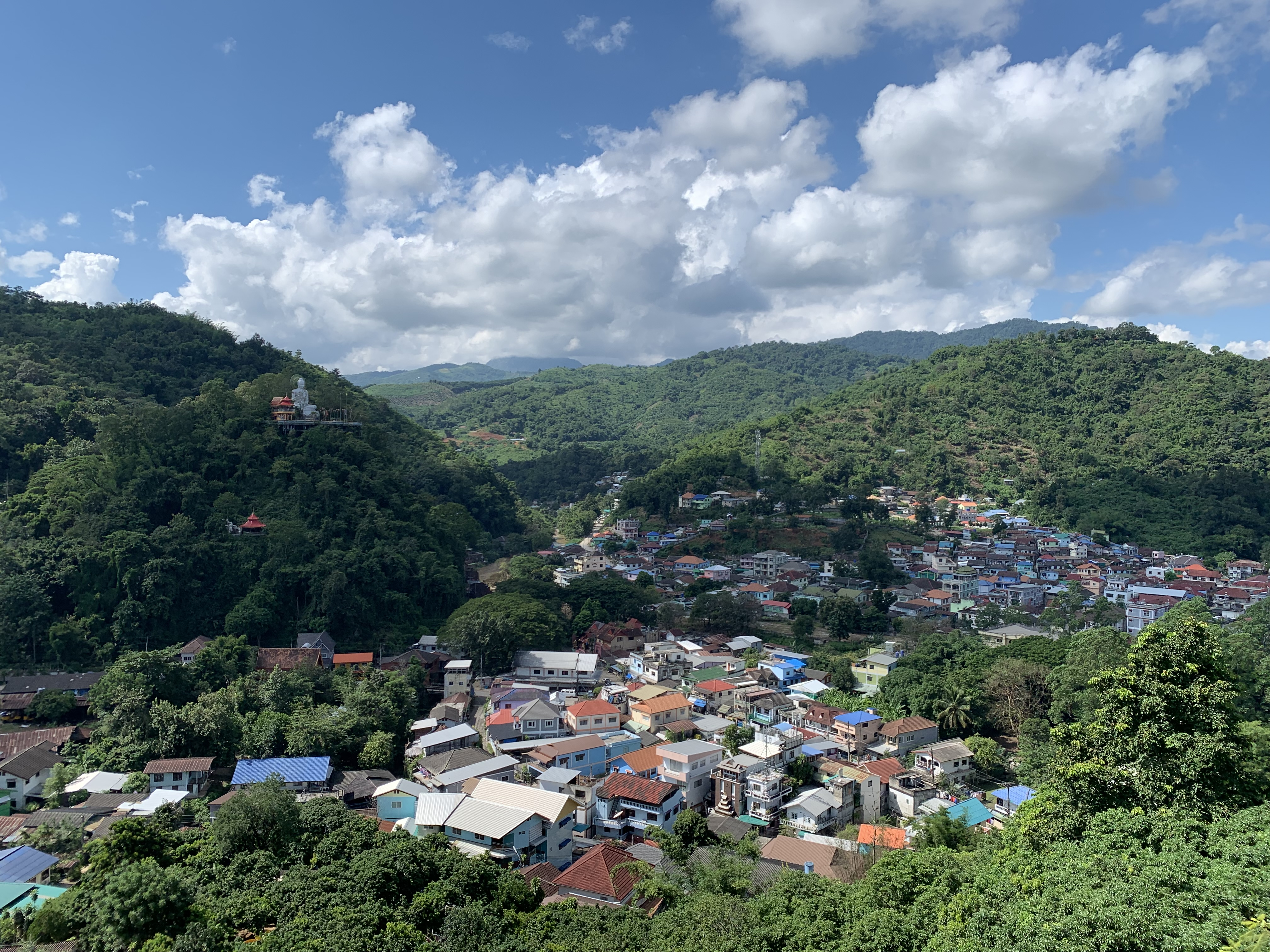
Wat Phra That Doi Wao nel distretto di Mae Sai
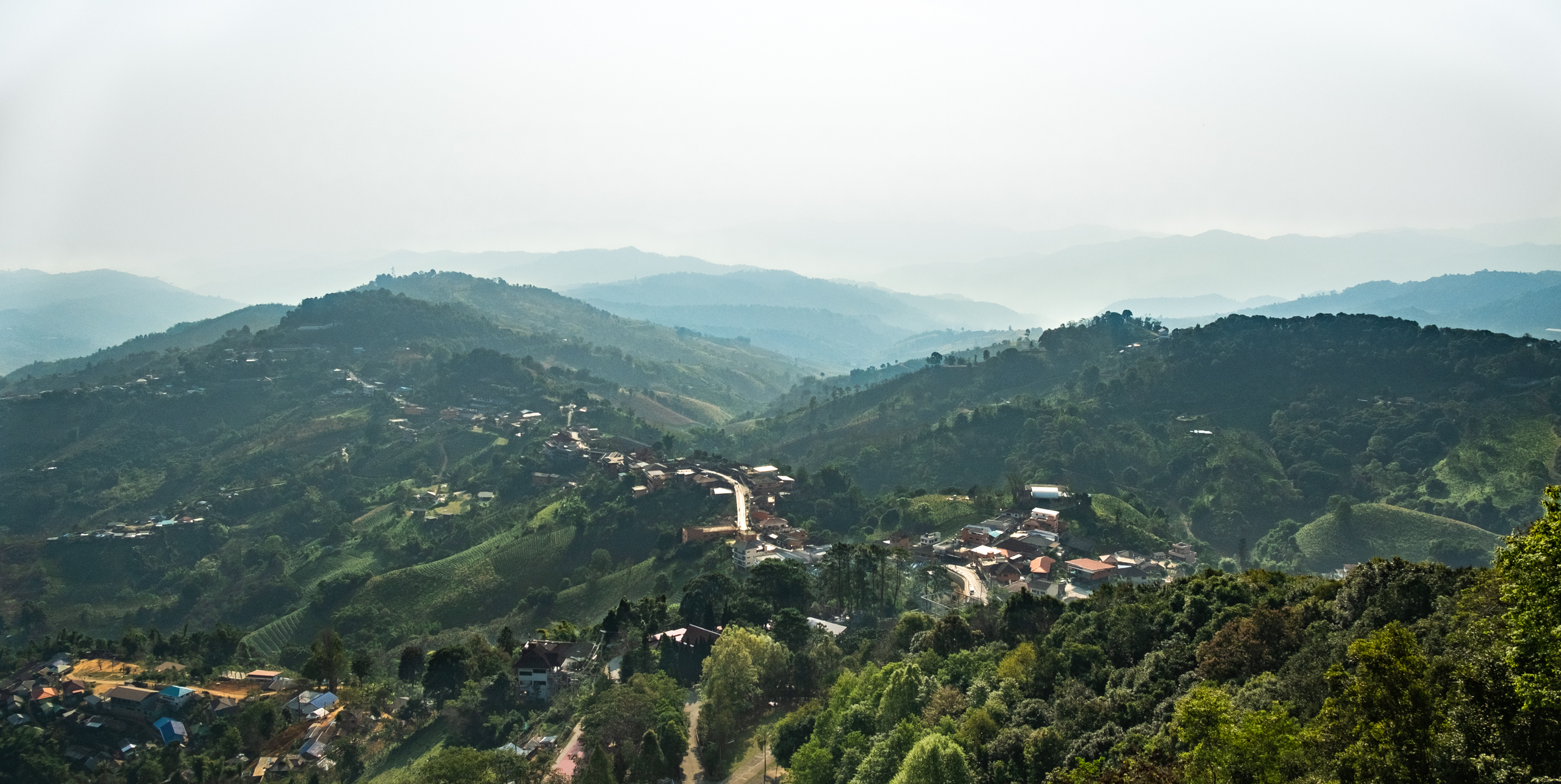
Villaggio di Santikhiri, nel distretto di Mae Fa Luang, e il monte Mae Salong
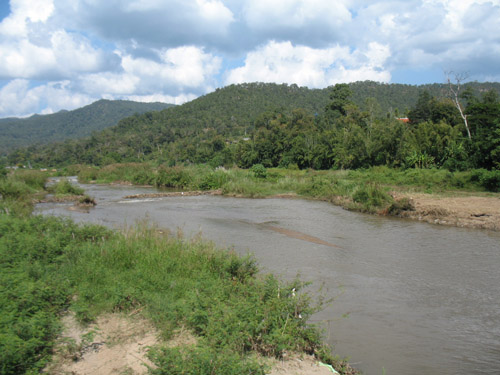
La catena sovrasta il fiume Pai, nel distretto omonimo
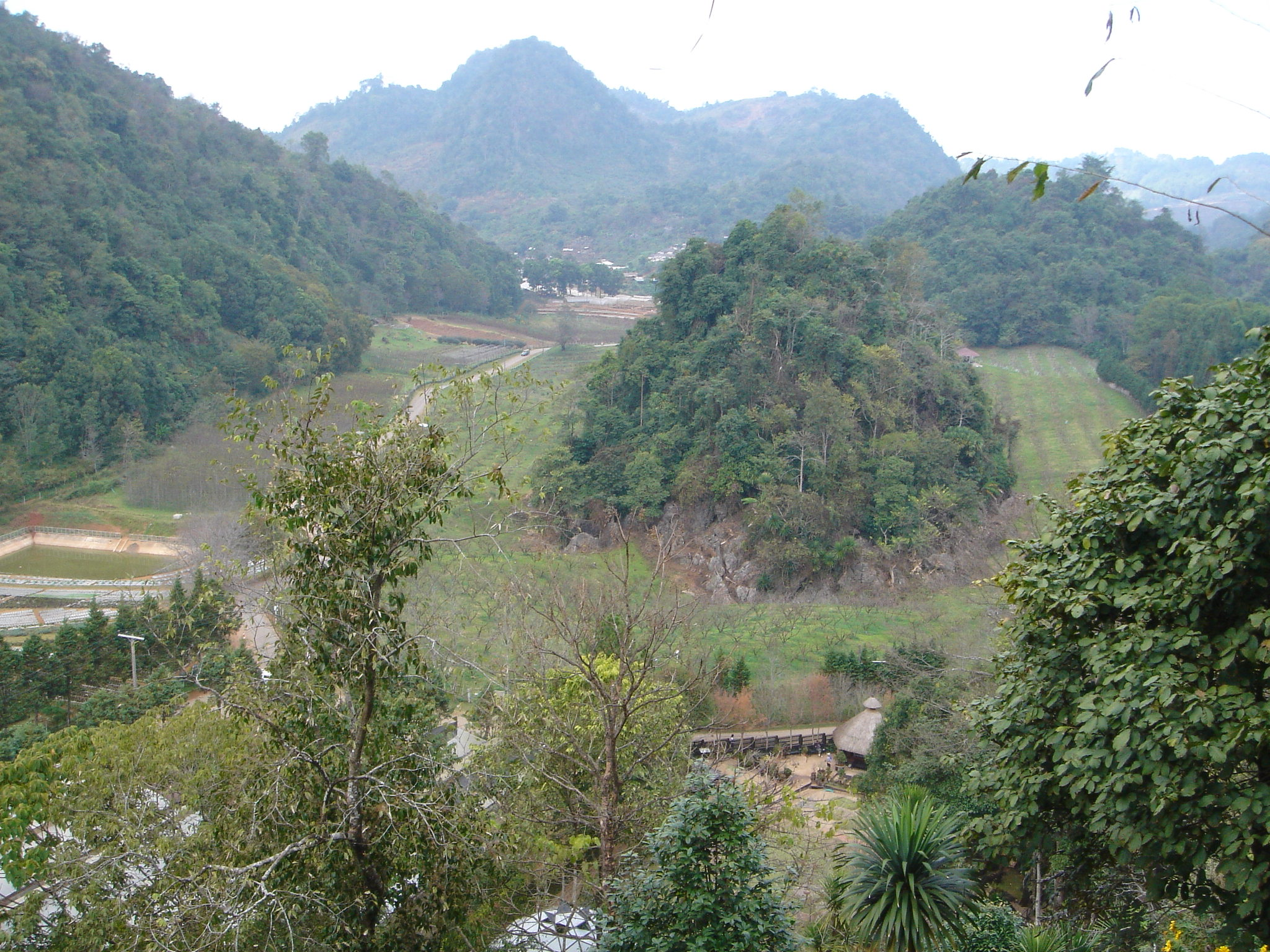
Il regio centro agricolo Ang Khang nel distretto di Fang
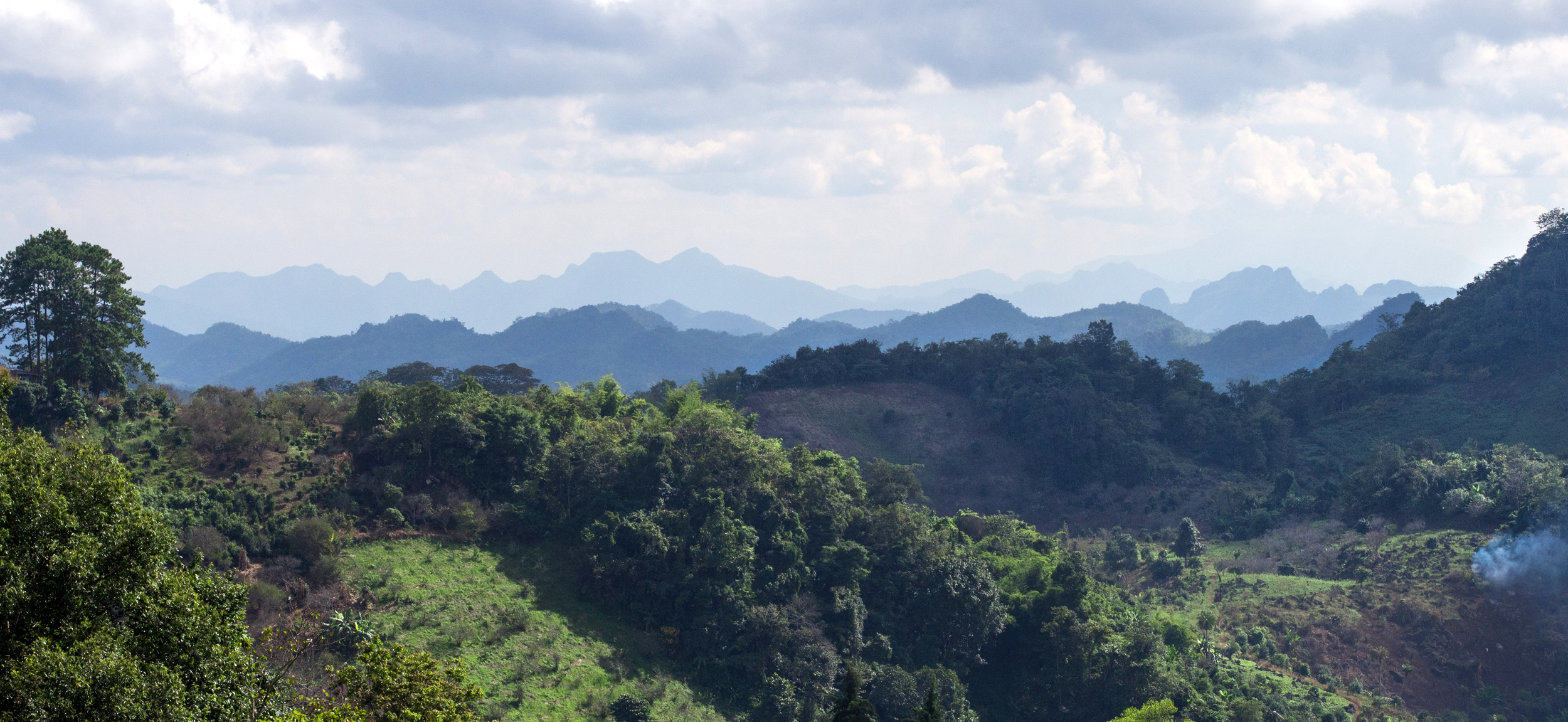
Vista della catena dal distretto di Chai Prakan
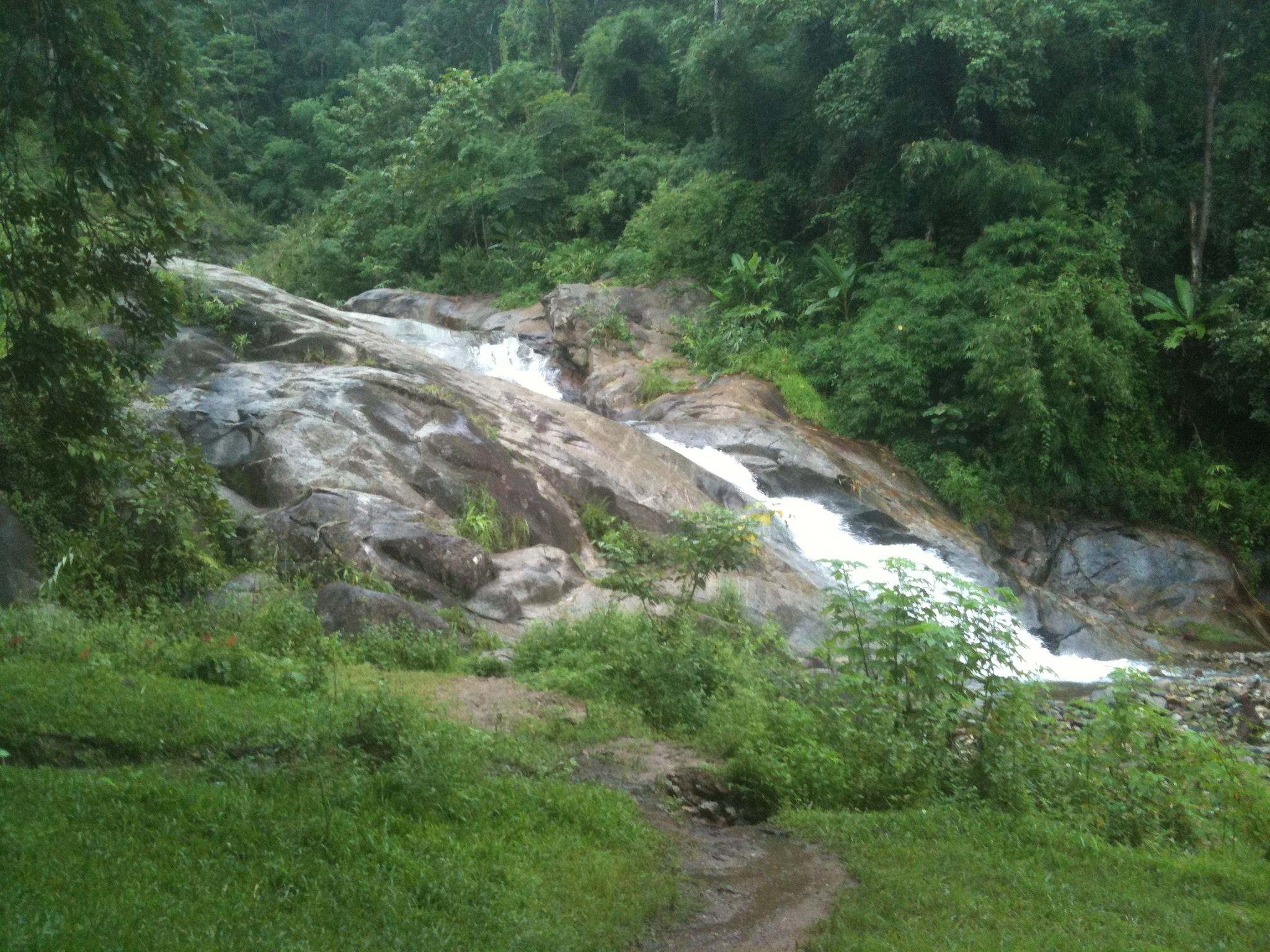
Cascate di Mo Paeng, distretto di Pai